# Phryganomelus romi
Phryganomelus romi är en insektsart som först beskrevs av Bolívar, I. 1908.  Phryganomelus romi ingår i släktet Phryganomelus och familjen gräshoppor. Inga underarter finns listade i Catalogue of Life.